# أسكدار بليديسبور
أسكدار بليديسبور (بالتركية: Üsküdar Belediyespor)‏ هو نادي رياضي في تركيا تأسس في سنة 1984. يقع مقره في إسطنبول. الأنشطة الرئيسية له هي ألعاب القوى، الملاكمة، كرة اليد، المصارعة، التايكوندو، الكاراتيه والجودو. من أبرز رياضييه عداءة المسافات الطويلة لينيت ماساي.